# André Gazaille

Bischofswappen von André Gazaille.

André Gazaille (* 16. Mai 1946 in Montréal) ist ein kanadischer Geistlicher und emeritierter römisch-katholischer Bischof von Nicolet. 

## Leben
André Gazaille empfing am 29. Mai 1971 die Priesterweihe für das Erzbistum Montréal.
Papst Benedikt XVI. ernannte ihn am 11. Februar 2006 zum Weihbischof in Montréal und zum Titularbischof von Vaga. Die Bischofsweihe spendete ihm der Erzbischof von Montréal, Jean-Claude Kardinal Turcotte, am 25. März desselben Jahres; Mitkonsekratoren waren Jude Saint-Antoine, emeritierter Weihbischof in Montréal, und Anthony Mancini, Erzbischof von Halifax und Apostolischer Administrator von Yarmouth. Als Wahlspruch wählte er L'amour de Christ nous presse.
Am 11. Juli 2011 wurde er zum Bischof von Nicolet ernannt und am 11. September desselben Jahres in das Amt eingeführt. Papst Franziskus nahm am 18. Juli 2022 seinen altersbedingten Rücktritt an.